# ثقافة متوسطة
يصف مصطلح الثقافة المتوسطة أنواعًا معينة من الفن سهل الاستيعاب، غالبًا الأدب، بالإضافة إلى الفئة التي تستخدم الفن لاكتساب الثقافة والطبقة الاجتماعية بعيدة المنال عادةً. كان أول استخدام للمصطلح في المجلة الساخرة البريطانية اللكمة (Punch) في عام 1925، ويقع مصطلح الثقافة المتوسطة بين الثقافة العالية والثقافة المعدومة، ويشتق هذان المصطلحان من فراسة الدماغ. وقد اكتسبت الثقافة المتوسطة سمعتها السيئة كما هو معروف من الهجمات الساخرة لدوايت ماكدونالد وفيرجينيا وولف وراسيل لينز، إلى حدٍ ما. وتم تصنيفها على أنها محاولة متكلفة وغير فعالة لتحقيق الإنجاز الثقافي والفكري، إلى جانب التمثيل الأدبي الذي يركز على الروابط العاطفية والوجدانية بدلاً من النوعية الأدبية والابتكار.

## رأي فيرجينيا وولف في الثقافة المتوسطة
عبرت فيرجينيا وولف صراحةً عن ازدرائها لفكرة الثقافة المتوسطة في رسالة إلى المحرر غير منشورة أرسلتها إلى مجلة نيو ستيتسمان (New Statesman) عن مراجعة لكتاب لها حذفت كلمة الثقافة العالية. وقد نشرت هذه الرسالة بعد وفاة فيرجينيا في مجموعة مقالات موت فراشة العث (The Death of the Moth) في عام 1942.
ترى فيرجينيا وولف متوسطي الثقافة على أنهم مصدر ثانوي للثقافات الرفيعة، وذلك نتيجة استفادتهم الضئيلة منها. وبدلاً من اختيار الكتب لقيمتها الجوهرية، يختار متوسطو الثقافة ويقرأون الكتب التي قيل لهم أنها الأفضل. ويهتمون بـكيف يجعلهم ما يفعلون يبدون، بعكس الأشخاص رفيعي الثقافة، الرواد من الرجال والنساء الذين يتصرفون وفقًا لالتزامهم الثابت بالجمال والقيمة والفن والشكل والنزاهة. وقالت وولف، «نحن رفيعو الثقافة نقرأ ما يعجبنا ونفعل ما يعجبنا ونمدح ما يعجبنا». وبالمثل، فإن عديم الثقافة يكرس وقته لاهتمام واحد، إنه شخص «يتمتع بهمة أصيلة يفني حياته سعيًا وراء العيش في مضمار الحياة»؛ وبالتالي، يستحق أيضًا الإجلال والتقدير، حيث يهب حياته لما يعرف أنه ذو قيمة في حد ذاته.
وبدلاً من ذلك، فإن متوسطي الثقافة "بين بين"، وتصفهم وولف بأنهم "لا يسعون وراء شيء واحد، لا الفن ولا الحياة، ولكن الاثنين مختلطان بشكل غير مميز، ويتسمون بسلاطة اللسان مع المال أو الشهرة أو القوة أو الوضع الاجتماعي". ويمنحهم نظام القيم الخاص بهم مكاسب سريعة من خلال الأدب الملقب بالفعل على أنه "كلاسيكي" و"عظيم"، والذي لا يكون من اختيارهم قط؛ حيث إن شراء فن حي يتطلب ذوقًا حيًا". إن متوسطي الثقافة مزيفون - وهو الأمر الذي يتطلب بذل مجهود أقل من السعي وراء الأصالة.

## راسيل لينز: «الثقافة الرفيعة والمعدومة والمتوسطة»
هجا محرر مجلة هاربرز (Harper's) راسيل لينز احتقار فيرجينيا وولف للثقافة الرفيعة في مقال «الثقافة الرفيعة والمعدومة والمتوسطة» (Highbrow, Lowbrow, Middlebrow). واستشهد لينز بمقولات فيرجينيا وغيرها من المعارضين للثقافة الرفيعة، مثل الناقد الفني كليمنت غرينبرغ، وتهكم لينز على الاستعلاء المغرور لرفيعي الثقافة من خلال ملاحظة كيف أن الفروق الدقيقة التي ارتأتها وولف مهمة بين «أصحاب الثقافة» لم تكن أكثر من مجرد وسائل لتأييد الاستعلاء الثقافي. وتهكم بشكل خاص على ادعاء رفيعي الثقافة أن المنتجات التي يستخدمها الفرد تحدد مستوى قيمته الثقافية، وذلك من خلال تحديد المنتجات التي ستعرّف الشخص متوسط الثقافة بسخرية.
استمر لينز في التمييز بين «أصحاب الثقافات»، وعمد إلى تقسيم الثقافة المتوسطة إلى ثقافة متوسطة عليا وثقافة متوسطة دنيا. وتسهم رعاية فنون الثقافة المتوسطة العليا في جعل نشاط الثقافة الرفيعة ممكنًا. ويدير المتاحف والأوركسترا ودور الأوبرا ودور النشر أشخاص ينتمون للثقافة المتوسطة العليا. ويحاول أصحاب الثقافة المتوسطة الدنيا الاستعانة بالفنون لتطوير الذات: «التصميم على تحسين عقولهم وثرواتهم». ويسعون أيضًا إلى عيش الحياة البسيطة والسهلة التي تظهر في الإعلانات؛ «طبقة الثقافة المتوسطة الدنيا» كانت «عالمًا تفوح منه رائحة النقود». وفي التعبير بصورة ساخرة عن رأي وولف، صوّر لينز العالم المثالي بدون متوسطي الثقافة؛ حيث يعمل عديمو الثقافة ويبتكر رفيعو الثقافة الفنون الخالصة.
وبعد عدة شعور، طلبت مجلة «لايف» (Life) من لينز أن يذكر بوضوح الأطعمة والأثاث والملابس والفنون المناسبة لكل واحدة من «الثقافات» الأربعة. واكتسب هذا الأمر اهتمامًا محليًا؛ حيث حاول الناس تحديد طبقتهم الاجتماعية الحقيقية بناءً على الأشياء المفضلة لهم. وبالرغم من أن الثقافة المتوسطة كانت تعني دومًا بشكل ضمني عدم الاحترام، فقد أشاد لينز بحماسة وتطلعات متوسطي الثقافة.

## دوايت ماكدونالد: «الثقافة العامة والثقافة المتوسطة»
أشار دوايت ماكدونالد في نقده للثقافة المتوسطة في «الثقافة العامة والثقافة المتوسطة» (Masscult and Midcult) (1960)، إلى أن ابتعاد الصناعة الحديثة عن التخصص وما هو شعبي ينتج عنه سوق واسعة، ومن ثم، مستهلكون للفنون مجهولو الاسم. وبالنسبة لماكدونالد، ترتبط الثقافة الرفيعة بتخصص الخبراء المتمكنين، بينما تستلزم الثقافة المعدومة المنتجات الشعبية المصنوعة في الأساس لمجتمعات بعينها. وتستنسخ ثقافة العامة، أو الثقافة الجماعية، بل وتتلاعب بهاتين الثقافتين، وذلك مع عدم اهتمام منتجات المصانع بالابتكار أو العناية بوضوح من أجل السوق «إسعاد[] الجمهور بأية وسيلة.» وهذا يخلق مجتمعًا أمريكيًا «لا وجود فيه للثقافة التعددية»، حيث يسود التجانس.
وعلى النقيض، ظهرت الطبقة المتوسطة مع الثقافة المتوسطة وهي تقوم بشكل خطير بنسخ وتزييف الثقافة الرفيعة؛ ما جعلها تنشر «ثقافة متوسطة مضمحلة وفاترة» تهدد الثقافة الرفيعة. وقد انتقد ماكدونالد مسرحية مدينتنا (Our Town) ورواية الشيخ والبحر (The Old Man and the Sea) والعمارة القوطية الجامعية الأمريكية، وغيرها من الأمور الأخرى. الثقافة المتوسطة «تدعي احترامها لمعايير الثقافة الرفيعة، بينما هي في الحقيقة تضعفها وتحط من قدرها.» ويتمثل الحفاظ الوحيد المتاح للثقافة الحقيقية المكنونة والتمييز المستمر لها في الثقافة الرفيعة الرائدة.

## الترويج للثقافة المتوسطة
اتسم نادي كتاب الشهر ونادي الكتاب الخاص بـأوبرا وينفري بأنه ثقافة متوسطة على نطاق واسع، وقد تم التسويق له لتقديم الكلاسيكيات الأدبية وأدب «الثقافة الرفيعة» للطبقة المتوسطة. وجادلت جانيس رادواي في دراستها الإبداعية بنادي كتاب الشهر (كما كان منذ بدايته في عام 1926 حتى فترة الثمانينيات قبل أن يتحول إلى عملية تجارية بحتة) الإحساس بالكتب (A Feeling for Books)، أن الثقافة المتوسطة ليست مجرد انتحال موهن للثقافة الرفيعة، ولكنها نجحت في تعريف نفسها بوضوح في مواجهة الثقافة الرفيعة الرائدة[بحاجة لمصدر]. ووفر النادي للمشاركين أدبًا اختاره خبراء وحكام «ذوي خبرة عامة»، كما رفع من شأن الخبرة الشخصية والعاطفية لقراءة كتاب جيد، مع الحفاظ في الوقت ذاته على «معايير عالية» للنوعية والجودة الأدبية. وبهذه الطريقة، تصدى النادي للنقد العام الموجه للثقافة المتوسطة من حيث كونها ثقافة رفيعة متكلفة. وبدلاً من ذلك، أثبتت رادواي أن الثقافة المتوسطة تتيح للقراء الوصول للتحديات العاطفية والفكرية التي تقدمها القراءة الجيدة في آن واحد.
علاوة على ذلك، حددت رادواي الرسائل المتضاربة القائمة على النوع التي ترسلها المختارات من الكتب. وبينما تم تسويق النادي إلى حد كبير للنساء القارئات، بالإضافة إلى تركيزه على المتعة العاطفية للكتب، فقد أوقع التركيز على الأدب الفكري والأكاديمي للثقافة المتوسطة القارئ في فخ المعايير الذكورية التضيقية للقيمة وتصنيف «الكتب العظيمة» على أنها تلك الكتب التي تتماشى مع تصنيفات التميز الذكورية والتقنية.

## الثقافة المتوسطة المعاصرة
اقترحت مجلة سليت (Slate) أنه يمكن اعتبار فترة أواخر الألفية الثانية وبداية 2010 «العصر الذهبي لفن الثقافة المتوسطة» - مشيرة إلى العروض التليفزيونية اختلال ضال (Breaking Bad) وماد من (Mad Men) والسوبرانوز (The Sopranos) والواير (The Wire) والروايات الحرية (Freedom) ومؤامرة الزواج (The Marriage Plot) وزيارة من فرقة غوون (A Visit from the Goon Squad). وتحدد مجلة سليت أيضًا أفلام آرون سوركين باعتبارها ثقافة متوسطة. ويجادل البعض بأن مجلة سليت نفسها تعتبر صحافة ثقافة متوسطة.
وفي مقال نشر في مارس 2012 في موقع الأفكار اليهودية اليومية (Jewish Ideas Daily)، وصف بيودير ليهاي أعمال الشاعر ومؤلف الأغاني ليونارد كوهين بأنها «نوع من الفن الشعبي - وللتأكيد، فهي ثقافة متوسطة عليا إلى ثقافة متوسطة دنيا، ولكنها مع ذلك فن شعبي.» وتم وضع نظرية لهذا الفن الجمالي في مقال كُتب في شهر نوفمبر من العام الذي ألقي فيه خطاب رجل العلم الأمريكي حيث أضاف وليام ديريسيويتش إلى تعريف «الثقافة المتوسطة العليا» بأنها ثقافة بين الثقافة العامة والثقافة المتوسطة. وقام بتعريفها على أنها «أفضل قطعًا من الثقافة المتوسطة. وهي بعد التهكمية وليست قبلها، وتتخفى عاطفيتها وراء قناع من الهدوء. وتتسم بأنها منفعلة وماهرة ومطلعة ومتأنقة وابتكارية شكليًا.»